# Раймонд Карвер
Раймонд Карвер (англ. Raymond Carver, 25 травня 1938, Клетскені, Орегон — 2 серпня 1988, Порт-Анджелес, Вашингтон) — американський поет і новеліст, найбільший майстер англомовної короткої прози другої половини XX століття.
Найбільший представник школи «брудного реалізму», лауреат кількох літературних нагород, зокрема премії О. Генрі (1983 та 1988), премії журналу «Poetry» (1985). За його оповіданнями створено фільм Роберта Олтмена «Короткі історії» («Short Cuts», 1993). Про нього знято телевізійний фільм «Писати і залишатися добрим» («To Write and Keep Kind», 1996), написаний роман Марка Максвелла «Ніксонкарвер» (1998).
Японською мовою прозу Карвера переклав Харукі Муракамі.